# Ķegums
Ķegums (, allemand : Keggum) est une ville et une municipalité (letton : novads) de la région de Vidzeme, en Lettonie.

## Démographie
En 2012, Ķegums a 2 546 habitants. La population augmente beaucoup, à partir de 1990, à cause de la suburbanisation par Riga. Entre 1991 et 2001, sur les cinq villes de Lettonie dont la population a augmenté, Ķegums arrive au second rang, après Ikšķile, pour le taux de croissance. Cette croissance est due à des arrivants de la capitale de la Lettonie, Riga, qui cherchent, à Ķegums, un environnement plus agréable et des logements moins chers.
| 2004  | 2007  | 2010   | 2011  | 2012  |
| ----- | ----- | ------ | ----- | ----- |
| 2 474 | 2 477 | 2 487, | 2 494 | 2 546 |

### Composition ethnique
La ville compte 80 % de Lettons et 20 % de Russes.

## Géographie
Ķegums occupe une superficie de 6,865 km2, dont 2,56 km2 pour les plans d'eau (37,3 %). Le village a environ 3 km de long et 2,5 km de large. Il est situé, dans le centre de la Lettonie, sur la rive droite de la rivière Dvina occidentale (Daugava), entre les villes de Lielvarde (à 6 km) et Ogre (à 12 km), à 46 km en amont (sud-est) de la capitale Riga.
Le village fait partie des fuseaux horaires Heure d'Europe de l'Est (UTC+02:00) et Heure d'été d'Europe de l'Est (UTC+03:00), à l'heure d'été.

### Flore
Ķegums est entouré de forêts de feuillus, dans lesquelles on trouve des baies et des champignons. Parmi les espèces que l'on peut rencontrer, on peut noter Betula pendula.

## Administration
L'indicatif téléphonique de Ķegums est le (+371) 650. Le code ATVK est le 0741009.

### Politique
Le conseil municipal comporte huit membres. Le maire, Roberts Ozols, est assisté de trois maires-adjoints : Raivis Ūzuls, Pāvels Kotāns et Edgars Kozlovs. Le village possède un conseil des jeunes, destiné aux citoyens âgés de 13 à 25 ans.

### Municipalité de Ķegums
En 2002, la ville de Ķegums est fusionné avec deux autres communes (letton : pagasts), Birzgale et Rembate, pour créer la municipalité (letton : novads) de Ķegums. La commune de Tome, sur la rive gauche de la Daugava, est ajouté en 2009. En 2010, la municipalité compte 6 306 habitants et occupe une superficie de 101 km2.

## Histoire
Des agriculteurs lettons de  Ķegums travaillent dans le domaine Vulfenshilda de Martha Skavronskaia (devenue, par la suite, l'impératrice Catherine Ire). Le site de Ķegums porte, avant l'indépendance de la Lettonie, en 1918, le nom allemand de Keggum. Les rapides et courants dangereux de la Daugava sont cités dans l'épopée Lāčplēsis, d'Andrejs Pumpurs. La rivière est utilisée, depuis très longtemps, par les commerçants russes pour se rendre à Riga. Selon la légende, les bateliers russes alertaient de l'approche des rapides en criant « Tyagom, tyagom ! », ce qui aurait donné naissance au nom du lieu (la prononciation du « Ķ » letton est intermédiaire entre celles du « Кь » et du « Ть » russes).
En 1936, lors de la création de la centrale hydroélectrique, les premières maisons sont construites, pour les ouvriers du chantier. L'implantation fait partie de la paroisse de Rembate. Le lieu-dit Rautenfeld est englouti sous les eaux du barrage, ainsi que les rapides de la Dvina occidentale. Les travaux de construction sont achevés, en 1940, par l'entreprise suédoise Svenska Entreprenad AB. En octobre 1944, lors de la retraite de la Wehrmacht allemande, les soldats de l'armée d'occupation font sauter le mur de retenue, mais il est reconstruit et agrandi en 1947, sous la direction de Pāvils Krasovskis. Le lac de retenue occupe 13 km2 et touche plus de 400 exploitations agricoles, dont cinquante sont totalement englouties. Le gouvernement letton indemnise les propriétaires des terrains et des bâtiments, car la Lettonie a un grand besoin d'énergie. Ķegums est, alors, la plus importante des 63 centrales lettones.
Ķegums devient indépendant de Rembate en 1949 et est transformé en bourg ouvrier. Il fait partie du district d'Ogre. En 1960, le village de Tome est retiré du district de Baldone et rattaché à Ķegums. 1978 voit l'électrification de la ligne de chemin de fer.
Ķegums obtient le statut de ville en 1991.

## Personnalités
- Jānis Dūklavs (1952-), homme politique letton né à Ķegums

## Transports
Ķegums possède une gare ferroviaire, sur la ligne ferroviaire Moscou-Riga, passant par Daugavpils. L'aéroport le plus proche est celui de Riga, à 49,4 km.

### Routes
Le village est traversé par l'autoroute A6 (E22) Riga - Moscou et la route régionale P8, qui le relie à Sigulda. Sur la rive gauche de la Daugava passe la route régionale P85 (Jaunjelgava - Ķekava).
Entgre Ogre et Nicgale, l'autoroute A6, qui est le principal axe de transport de marchandises entre la Biélorussie et la Lettonie, est à une seule voie par sens. En 2008, 13 538 véhicules, dont 17 % de poids lourds, ont emprunté, chaque jour, le tronçon Ogre - Ķegums. 11 734 véhicules, dont 19 % de poids lourds, ont emprunté le tronçon Ķegums - Lielvārde.

## Économie
L'économie de Ķegums est basée sur l'agriculture. À l'époque soviétique, un élevage industriel de volailles est installé.
La ville est le site de la centrale hydroélectrique de Ķegums, d'une puissance de 264,1 MW, qui en fait la troisième plus puissante centrale de Lettonie. Le premier projet de construction remonte à 1914, dans l'Empire russe. La centrale est construite entre 1936 et 1940. La première tranche entre en service en 1939, la seconde en mai 1940. Une nouvelle tranche est ajoutée entre 1976 et 1979. La centrale appartient à la compagnie d'État Latvenergo.
La centrale comporte trois générateurs d'une puissance de 64 MW chacun, produisant du courant électrique sous une tension de 13,8 kV. Le système d'excitation des générateurs est du type soviétique АРВ-СДП1.

## Sites et monuments
Fondé en 1995, le musée de la centrale hydraulique de Ķegums (letton : Ķegumi Vízerőmű Múzeum) présente des expositions sur l'énergie et la gestion de l'eau. Le bâtiment de la centrale peut également être visité.

## Religion
Les cultes pratiqués à Ķegums sont ceux des églises luthérienne, catholique et orthodoxe.

## Logement
À partir de 1990, de nombreux appartements et maisons sont construits, pour faire face à l'afflux des résidents venant de Riga.

## Équipement
Ķegums possède un bureau de poste.

## Santé
Ķegums est équipé d'une clinique, une pharmacie, une clinique vétérinaire et un centre de soins de jour.

## Enseignement
Ķegums possède une école commerciale et un jardin d'enfants.

## Culture
On trouve une bibliothèque et un centre culturel à Ķegums. Un mensuel, Ķeguma Novada Ziņas, est publié depuis mai 1992. Birzgele accueille un festival de chant choral.

## Tourisme
Ķegums possède un motel et un camping.

## Faune
Parmi les espèces observées à Ķegums, on note les acariens Pergamasus lapponicus (Trägardh, 1910), Lasioseius furcisetus (Athias-Henriot, 1959), Leioseius bicolor (Berlese, 1918), Proctolaelaps pygmaeus (Müller, 1860), Insectolaelaps quadrisetus (Berlese,
1920), Hypoaspis lubricoides (Karg, 1971), Zercon zelawaiensis (Sellnick, 1944) et Ameroseius longitrichus (Hirschmann, 1963).